# Willi Schütz
Willi Schütz (* 12. Juli 1914 in Baunach; † 20. Oktober 1995) war ein deutscher Maler.

## Leben und Werk
Schütz studierte mittels Stipendium in München Landwirtschaft. Weitere Stationen seines Studiums waren Düsseldorf und 1936 Paris, wo er die Bekanntschaft Pablo Picassos und Salvador Dalís machte. Während des Zweiten Weltkrieges diente er als Soldat, geriet in der Sowjetunion in Kriegsgefangenschaft und kehrte nach einem Aufenthalt im Lager Workuta erst 1954 von dort zurück. Die Erinnerungen seiner Zeit in der Kriegsgefangenschaft hielt Schütz bereits als Gefangener im Lager und erneut 20 Jahre nach seiner Rückkehr in die Heimat in dem Geschichtenband „Wie das Fell gegerbt wurde“ (Verlag A. Röbcke) fest.
Gegenstand der Aquarelle und Rohfederzeichnungen von Schütz, der in den 1950er Jahren bei Oskar Kokoschka in Salzburg gelernt hatte und dessen Hochachtung er genoss, war insbesondere die Tierwelt. Neben der Illustration zahlreicher Bücher und Zeitschriften gehörten auch Porträts, Mosaike und Sgraffiti zu seinen Werken.
Schütz stellte unter anderem in Toronto, Monte Carlo, Madrid und Lyon aus. Zudem war er als Kunsterzieher an einem Siegerländer Gymnasium tätig. Zu seinen dortigen Schülern zählte der Maler Bodo Meier.
Der Bürgerverein Ebern 1897 e.V. verfügt über eine umfangreiche Sammlung an Werken von Willi Schütz (über 300 Original-Werke), die in verschiedenen Ausstellungen in der sog. „Xaver-Mayr-Galerie“ immer wieder in einer Auswahl der Öffentlichkeit präsentiert werden.